# Capacità produttiva
Per capacità produttiva nell'economia della produzione si intende generalmente il livello di output che permette all'unità produttiva (impresa, stabilimento, ecc.) di utilizzare i fattori nel modo tecnicamente ed economicamente più efficiente, corrispondente quindi a quel volume di produzione per unità di tempo cui è associato il costo medio unitario minore, quando sia dato e costante l'impianto di produzione.
Alcuni parlano in tal caso di dimensione minima efficiente o capacità produttiva ottima, per distinguere questo dagli altri due significati con cui la locuzione è utilizzata in economia:
- capacità produttiva massima: la quantità massima teoricamente producibile dall'unità produttiva dati e costanti i fattori impiegati;
- capacità produttiva minima: la quantità di "attivazione" o punto di pareggio: l'output minimo che rende conveniente l'impiego di una certa tecnica di produzione rispetto a quelle alternative.